# Raymond Poïvet
Raymond Poïvet (* 17. Juni 1910 in Le Cateau-Cambrésis; † 30. August 1999 in Nogent-le-Rotrou) war ein französischer Comiczeichner.

## Künstlerischer Werdegang
Nach einem Studium an der École nationale supérieure des beaux-arts de Paris wurde er als Illustrator aktiv. Ab 1940 erschienen seine ersten Comic-Biographien über Christoph Kolumbus, Napoleon Bonaparte und weitere Größen der Weltgeschichte. Später folgten Comic-Adaptionen von Klassikern wie Robinson Crusoe oder King Kong. Ab 1945 zeichnete er, zunächst für das Magazin Vaillant die Science-Fiction-Serie Les Pionniers de l’Espérance, welche in Deutschland als Heftserie Raumagent Alpha beim Bastei-Verlag erschien. Die Texte dazu lieferte Roger Lecureux. Die Serie erschien bis 1973.
In den 1970er Jahren war Poïvet an den Larousse-Reihen Histoire de France en bandes dessinées (Bände 2, 6, 7, 14 und 19) und La découverte du monde en bandes dessinées (Bände 10 und 12) beteiligt. Aus diesen Reihen wurden Teile auch auf Deutsch veröffentlicht – erstere integriert in die Reihe Classicomics (Bände 10 – 13), letztere bei Bastei unter dem Titel Die Eroberung der Welt. Auch zeichnete er in den 1980er Jahren Beiträge zu der Larousse-Reihe Entdecke die Bibel. Diese Reihe wurde vollständig auf Deutsch herausgegeben.
Poïvet zeichnete auch für andere Magazine, darunter die Serien Colonel X für Coq hardi, Mam’zelle Nitouche für L’Humanité und Guy Lebleu für Pilote.

## Deutsche Veröffentlichungen
- Raumagent Alpha (Bastei 1973–1974)
  - insgesamt 39 Hefte
- Classicomics (Schwager & Steinlein 1974–1978)
  - Band 11 (im Original Band 2)
- Die Eroberung der Welt (Bastei 1981–1982)
  - Hefte 11 und 13 (im Original Bände 10 und 12)
- Entdecke die Bibel (Andreas 1984–1985)
  - Bände 1, 4, 5, 6 und 8